# Niels Ditlev Riegels' bibliografi
Dette er en bibliografi over Niels Ditlev Riegels forfatterskab:

## Historiske og videnskabelige værker
- Forsøg til en kirkehistorie i tabeller. 1774
- Tentamen de doctrina publica ecclesiæ Græcæ seculo nato sexto vere christiana. 1778
- Tentamen de doctrina publica nec non orthodoxia ecclesiæ Latinæ seculo a Christo nato sexto. 1779
- Fuldstændig Kirkehistorie I-III. 1781-1786
- Kompendium til en Universalhistorie. [Ufuldendt], 1785
- Forsøg til en upartisk Fortælling om Forberedelserne, Oprindelsen, Midlerne og Udførelsen af Forandringen i Ministerium d. 14 April 1784, (utrykt, det meste af indledningen er dog trykt i Sorø Akademis Indbydelsesskrift fra 1867), 1786.
- Forsøg til chirurgiens historie 1786
- Oversættelse af Basilius Magnus – En Tale af Basilius den Store, visende hvorledes Hedningernes Skrifter kan læses med Nytte, 1786
- Oversættelse af Hertzberg – Om Staters Sande Rigdom, Handlens og Magtens ligevægt. En afhandling oversat af det franske. 1786
- Bassiadolphus’s den store Pottemager, større Læge, allerstørste Vicarius hos den sær ringe Dr. Medicinæ, uvisse og diplomatiske Liv og Levnet, indeholdende underlige Cure og og sære Hændelser, 1787
- De Fatis faustis et infaustis Chirurgiae. Nec non ipsius interdum indisolubili amicitia cum medicina coesterique studiis liberalioribus ab ipsius origine ad nostra usque tempora. Commentatio Historica. 1788. Kan læses på Google Books. (Digital version af anmeldelelse i det tyske magasin Allgemeine Literatur-Zeitung 23. august 1789 (Webside ikke længere tilgængelig))
- Oversættelse af Alex Monro – Forsøg i Anatomia Comparata. 1788
- Forsøg til en Bondes Arbeids- Calender, indeholdende Anviisning om Tiden, naar de fleste Land-Arbeider nyttigst og fordeelagtigst forrettes; paa og Underretning om Eugenes Forbedring, 1788
- Forsøg til en catekismus om agerdyrs pleje og helbredelse til nytte for landalmuen 1790
- De usu glandularum suprarenalium in animalibus nec non de usu adipis – Dissertatio anatomico philosophica 1790 Digital version af anmeldelse i det tyske tidsskrift Allgemeine Literatur-Zeitung 19. maj 1792 (Webside ikke længere tilgængelig)
- Forsøg til Sælhundens granskende Beskrivelse, ell. hvorledes Sælhunden faar Liv, opholder det, forplanter sin Art, dør, og om hans Sæder, i Skrifter af Naturhistorie-Selskabet 1792 (Findes på Google Books)
- Forsøg til Femte Christians Historie som en indledning til Fierde Friderichs ved etatsraad Høyer 1792 (Den tyske oversættelse fra 1795 kan læses på Google Books).
- Udkast til Fierde Friederichs Historie efter Høyer I-II 1795-1800
- Smaa historiske skrifter I-III 1796-1798 (Første bind findes som PDF-fil på Wikimedia Commons) Bind 1 og 2 findes også på Google Books
- Historiske malerier, som veiviser til dyd paa livets bane... I-II 1799
- Philosophiae Animalium fasculus primus de Erinaceo..., 1799-1800. Kan læses på Google Books. (Anmeldt i Medical and Physical Journal, volume 3, 1800 som kan læses på Google Books).
- Demophilus' ligheder og leveregler paa Græsk forklarede til brug for læreinstituttet i Sorøe 1802

## Mindre skrifter og artikler
- [Anonym] – Frie omskrivning af apostlen Jacobs brev, samt en indledning visende kirkehistoriens mindre nytte for lærde end læge. 1784
- [Anonym] – Oplysninger ang. Calissens skrift Til Mine Medborgere i anledn. af Martinis brev og dets følger, indrykkede i Nyeste Kiøbenhavnske Efterretninger om lærde Sager nr. 12 og 13. 1785
- [Anonym] – Svar på Hr. Professor Callisens scar efter løvte. 1785
- [Anonym] – Tillæg til de stridbare numre 40 og 41 af de nyeste Kiøbenhavnske Efterretninger om lærde Sager for 1785. 1785
- [Anonym] – Breve mellem tvende venner angaaende Vei til Hæderlighed for Gejstlige.... 1785
- [Anonym] – Justinus, Celsus, Origenes etc. glæde sig over at den danske Gejstlighed sagtnes og vinde tid til baade at synge Palinodier og giendrive følgende Invendinger, hvorimod oftere er gøet end grundigt og sagtmodigt Talt. 1785
- [Anonym] – Ynkelig Substitutkrig over otte hedenske sviins indbrud i kirkens vingaard... 1785
- [Anonym] – Betragtninger over stændernes ligevægt, samlede af Plato, Lucian og Plutarch, i tidskriftet Minerva II, 1786 (findes tilgængeligt på Google Books)
- [Anonym] – Julemærker fra Landet, om Landmandens nærværende og kommende Tilstand, fremsatte i tvende Breve, 1786
- [Anonym] – At udpille Egensindhighed af Barnet fra 1 til 5 Aar. Artikelserie i tidsskriftet Borgervennen, I 1788. (teksten findes på Wikisource.org).
- [Anonym] – At udpille Egensindigheden af Barnet fra 5 til 10 Aar. Artikelserie i tidsskriftet Borgervennen, I 1788. (teksten findes på Wikisource.org).
- [Anonym] – At danne unge Menneskers Sindelag fra 10 til 14de Aar. Artikelserie i tidsskriftet Borgervennen, I 1788. (teksten findes på Wikisource.org).
- Nogle spørgsmaal og tvivl i anledning af beskrivelsen over Kiøbenhavns Universitets midler fremsatte i et brev fra Riegels til prokansler Janson. 1787
- [Anonym] – At Octavia er større end Cleopatra og Stændernes ligevægt vigtig. Viist af græske og romerske skribenters samlede domme og fortællinger i tvende afhandlinger. 1788
- Brevvexling mellem Abildgaard og Riegels om at studere dyrenes anatomi. 1788 Digital version på Kiels Universitets digiPort hjemmeside
- Tanker ved Giennemlæsningen af Prøveforelæsningerne for det theol. Professorat ved Kbhvns Univ 1789
- [Anonym] – Noget Spøg blandet med Alvor om Recensent-Væsen En Bogdommers Sygdom, Endeligt, Ligtale over ham, samt hans Efterladenskaber 1789 (teksten findes på Wikisource.org)
- [Anonym] – En angergiven præsidents brevvexling. Oversat af det franske 1789 (teksten findes på Wikisource.org)
- [Anonym] – Brev fra Mads Bager til udgiveren af Minerva 1789
- [Anonym] – Bager Madses brevtaske 1789 (teksten findes på Wikisource.org)
- [Anonym] – Brevvexling imellem en landmand og en kiøbenhavnsk borger om det af commisionen udregnede forraad af korn i byen. Samt om Jacob Skoemagers indfald om finantzregnskab 1789
- [Anonym] – Fortsættelse af den angergivne præsidents brevvexling... 1790
- [Anonym] – Frimodige tanker over indtoget 1790
- [Anonym] – Magazin for moersom læsning, mest opdragelsen helliget 1790 (teksten findes på Wikisource.org)
- [Anonym] – Julemærker fra landet og byen 1790 (Digitaliseret version på Wikimedia Commons)
- [Anonym] – Grundede Overbeviisninger og Giendrivelser til Pasqvillanterne over Hs. Kgl. H. Kronprindsens Giftermaal, 1790
- [Anonym] – Oplysning for en halv Skilling i Haarkrøller, 1791
- [Anonym] – Charlotte Amalies opmuntring til nærværende tider 1791
- Noget at overveie for Directionen og Medlemmerne i Natur-historie Selskabet til forestaaende General-forsamling paa Onsdag, 1791
- Om agerdyrknings-skolen paa Corselitze i Falster, samt dens lærer, til Landhuusholdnings Selskabet Højet i Falster d. 25 marti 1793
- [Anonym] – Avisfornuft i tidsskriftet Iris, februar 1793
- [Anonym] – Mennesket aldrig Abekat efter Naturen, men vel efter Smagen. Artikel i Politisk og Physisk Magazin, I 1793.
- Om Fedtets Oprindelse og Liv. Artikel i Politisk og Physisk Magazin, I 1793.
- Til statens Ven Boye! Dyrgrandskeren Riegels i tidsskriftet Iris udgivet af S. Poulsen 1793-1794
- [Anonym] – Oplysning og ansvar stærkere end vanen... i Statistisk, Juridisk og litterarisk bibliothek udgivet af Jacob Just Gudenrath m.fl. 1794
- Indskuds-Plan for danske patrioter til det falsterske noors omdannelse fra en flade vand til ager og eng Høyet paa Falster d. 9. aug. 1796
- Noget til Oplysning for General-Procuereur Christian Colbiørnsen fra Riegels 1797
- Et Brev til Gudenrath om Falsters Birkedommer-Tieneste, ham af Rygtet tiltænkt, om den afdøde Grev Bernstorff, om Oplysningen i Kiøbenhavn, dennes fordærvede Smag, sammenlignet med samme hos Grækerne 1797
- Tvende Breve til Heiberg, reisende i Norge, om Vinkelskrivere. forhexede President-penne, om Bibellæsning og om Normandens haarde Bøigde-lænker 1797
- [Anonym] – Nymodens Kortspil indeholdende satyrisk-politiske Spørgsmaale og Svar efter vore Tiders Tarv, 1798
- Noget ganske nyt om Pesthuset og almindelig hospital fra 1796 til 1798 som et rammestykke til Kiøbenhavns Skilderie med bilag 1798
- Dog Noget, men og kuns saare lidet om St. Hans Hospital 1800
- Tale, holden i Sorøe læreanstalt d. 2. mai 1801, i tidsskriftet Minerva II 1801

## Tidsskrifter
- [Anonym] – Maanedsskriftet Kiøbenhavns Skilderie 1786-1790 (første nummer findes i wikisource.org og artiklen om Børnehuset er genoptrykt i Miraklernes tid og andre fortællinger om livet i 1700-tallets København – Historiske Meddelelser om København 2007-2008 100/101. årgang, s. 204-235)
- Fornuftens og menneskelighedens rettigheders archiv 1-9 1795-1797

Desuden er der aftrykt breve fra og til Riegels i følgende værker:
- Birket Smith, S. (udg) – Til Belysning af literære Personer og Forhold i Slutningen af det 18de og Begyndelsen af det 19de Århundrede. En Samling Breve., 1884.
- Bruun, Chr. – P.F. Suhm – En levnetsbeskrivelse, 1898
- Øst, N.Chr. – Riegelsiana og breve til hofboghandler Poulsen 1794, i Østs Archiv for psychologi..., 1824
- Nyt theologisk Bibliothek, III, s. 68-72.
- N. C. Østs – Materialier, nr. 42, s. 331-334.
- Indbydelsesskrift til den offentlige Examen i Sorø Akademis Skole i Juni og Juli 1867, s. 4-12 (breve til Johan Bülow).

Brevene kan også læses på wikisource.org.
Fortegnelse over en del af Niels Ditlev Riegels private bogsamling findes i Fortegnelse over endeel Bøger af kgl. Livmedicus Etatsr. Guldbrands overblevne Bogsamling efter den store Ildebrand 1795, over 1200 No. og afg. forrige Pagehovmester Riegels samt afg. Chirurg Theod. C. Eulners Stervboer og flere tilhørende, saa og en Samling rare Skrifter, nedsendte fra Norge, 1803